# Le Martyre de saint Étienne
Le Martyre de saint Étienne est un triptyque réalisé par Pierre Paul Rubens en 1616-1617. Peints à l'huile sur bois, les trois panneaux représentent respectivement la prédication, la lapidation et l'inhumation de saint Étienne, martyr chrétien, le revers des volets mobiles figurant quant à eux une Annonciation. Ancien retable de l'abbaye de Saint-Amand, à Saint-Amand-les-Eaux, dans le Nord de la France, l'œuvre est aujourd'hui conservée au musée des Beaux-Arts de Valenciennes, à Valenciennes.

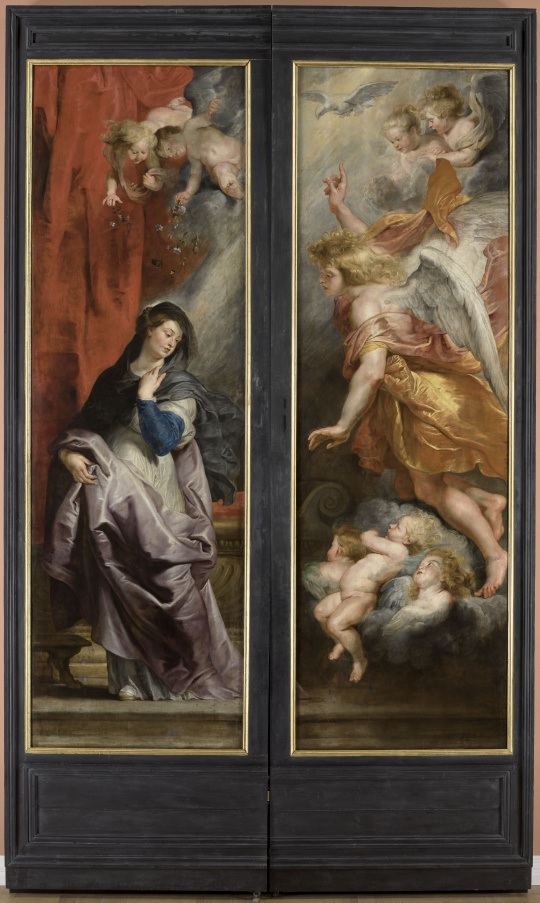
Annonciation au revers des volets mobiles.